# Maragowdanahalli, Mandya
Maragowdanahalli là một làng thuộc tehsil Mandya, huyện Mandya, bang Karnataka, Ấn Độ.